# Roman Petrovitj av Ryssland
Roman Petrovitj av Ryssland, född 1896, död 1978, var en rysk storfurste. Han var son till storfurst Peter Nikolajevitj, sonson till tsar Nikolaj I av Ryssland. 